# 鈍腹鯡
鈍腹鯡（学名：Amblygaster leiogaster），又名平胸圓腹沙丁、鰮仔、沙丁魚，為輻鰭魚綱鲱形目鲱科的其中一種，分布於印度西太平洋區，從東非至日本琉球群島，南至澳洲西部海域，棲息深度可達50公尺，本魚體延長呈圓筒形，背鰭軟條13-21枚，臀鰭軟條12-23枚，體長可達23公分，棲息在沿海海域，可做為食用魚。

## 擴展閱讀
維基物種上的相關：鈍腹鯡